# Веселовский, Михаил Павлович
Михаил Павлович Веселовский (1828—1893) — русский экономист, публицист, переводчик, сенатор. Тайный советник.

## Биография
Происходил из дворян Нижегородской губернии. Родился 7 (19) октября 1828 года в семье Павла Алексеевича Веселовского, который был женат на Екатерине Васильевне Демидовой, дочери В. Л. Демидова.
В 1848 году окончил Казанский университет и поступил на службу в управление нижегородского военного губернатора. Затем перешёл в хозяйственный департамент Министерства внутренних дел. Обширные знания в сфере экономики обратили на него внимание министра финансов Рейтерна и Веселовский был назначен председателем податной комиссии в Министерстве финансов, результаты работы в которой он обобщил в сочинении «О подоходном налоге» (Санкт-Петербург, 1869.); 15 декабря 1865 года был произведён в действительные статские советники. В течение 15 лет был статс-секретарём (сначала помощником) департамента государственной экономии Государственного Совета; 1 января 1872 года произведён в тайные советники. 
В 1850-х годах публиковался в «Современнике»; перевёл сочинение Маклеода «Основания политической экономии» (Санкт-Петербург: Н. Тиблен, 1865) и написал разбор его теории: Экономическая теория Маклеода (Санкт-Петербург : тип. Н. Тиблена и К°, 1865). 
Был назначен в сенаторы 26 мая 1882 года; присутствующий в IV-м департаменте Сената.
Умер 12 (24) июня 1893 года; отпевание состоялось в церкви Св. Марии Магдалины. Похоронен на кладбище в Павловске.
Л. Ф. Писарькова привела данные об автобиографии М. П. Веселовского (Чешихин В. Е. Материалы для характеристики «Людей Нижегородского Поволжья» из архива А. С. Гацисского. — С. 73–77).

## Награды
- орден Св. Станислава 2-й ст. с императорской короной (1859)
- орден Св. Владимира 3-й ст. (1868)
- орден Св. Станислава 1-й ст. (1870)
- орден Св. Анны 1-й ст. (1874)
- орден Св. Владимира 2-й ст. (1879)
- орден Белого орла (1882)